# Loxophlebia asmodeoides
Loxophlebia asmodeoides là một loài bướm đêm thuộc phân họ Arctiinae, họ Erebidae.